# Italia's Next Top Model (mùa 2)
Italia's Next Top Model, Mùa 2 là mùa thứ hai của Italia's Next Top Model được phát sóng trên SKY Uno từ tháng 9 năm 2008 đến tháng 12 năm 2008.
Người chiến thắng trong cuộc thi mùa này là Michela Maggioni, 19 tuổi từ Lombardy. Cô giành được: 1 hợp đồng người mẫu với d’Management Group trong 1 năm và chiến dịch quảng cáo cho Max Factor trị giá €150,000.

## Các thí sinh
Tính tuổi lúc tham gia ghi hình
| Thí sinh          | Tuổi | Chiều cao               | Quê quán              | Bị loại ở | Hạng |
| ----------------- | ---- | ----------------------- | --------------------- | --------- | ---- |
| Claudia Boi       | 20   | 1,75 m (5 ft 9 in)      | Sardinia              | Tập 2     | 14   |
| Mary Balducci     | 20   | 1,77 m (5 ft 9+1⁄2 in)  | Marche                | Tập 3     | 13   |
| Noemi De Falco    | 20   | 1,80 m (5 ft 11 in)     | Campania              | Tập 4     | 12   |
| Claudia Cuomo     | 24   | 1,76 m (5 ft 9+1⁄2 in)  | Campania              | Tập 5     | 11   |
| Diletta Venturoli | 24   | 1,76 m (5 ft 9+1⁄2 in)  | Emilia-Romagna        | Tập 6     | 10   |
| Claudia Manzella  | 18   | 1,74 m (5 ft 8+1⁄2 in)  | Sicily                | Tập 7     | 9    |
| Giulia Galizia    | 19   | 1,78 m (5 ft 10 in)     | Sicily                | Tập 8     | 8    |
| Amy Doukoure      | 23   | 1,76 m (5 ft 9+1⁄2 in)  | Piedmont              | Tập 9     | 7    |
| Giada Folcia      | 19   | 1,78 m (5 ft 10 in)     | Lombardy              | Tập 10    | 6    |
| Giorgia de Nunno  | 19   | 1,74 m (5 ft 8+1⁄2 in)  | Piedmont              | Tập 11    | 5    |
| Martina Cioffi    | 19   | 1,77 m (5 ft 9+1⁄2 in)  | Liguria               | Tập 12    | 4    |
| Beatrice Coos     | 18   | 1,82 m (5 ft 11+1⁄2 in) | Friuli Venezia Giulia | Tập 13    | 3    |
| Elena Ripamonti   | 21   | 1,80 m (5 ft 11 in)     | Veneto                | Tập 13    | 2    |
| Michela Maggioni  | 19   | 1,81 m (5 ft 11+1⁄2 in) | Lombardy              | Tập 13    | 1    |

## Thứ tự gọi tên
| Thứ tự | Tập        | Tập        | Tập        | Tập        | Tập        | Tập        | Tập        | Tập      | Tập      | Tập      | Tập      | Tập      | Tập      | Tập     |
| Thứ tự | 1          | 2          | 3          | 4          | 5          | 6          | 7          | 8        | 9        | 10       | 11       | 12       | 13       | 13      |
| ------ | ---------- | ---------- | ---------- | ---------- | ---------- | ---------- | ---------- | -------- | -------- | -------- | -------- | -------- | -------- | ------- |
| 1      | Giorgia    | Amy        | Giada      | Giulia     | Claudia M. | Giorgia    | Giada      | Beatrice | Giorgia  | Michela  | Elena    | Michela  | Michela  | Michela |
| 2      | Giulia     | Claudia M. | Noemi      | Amy        | Elena      | Amy        | Michela    | Amy      | Giada    | Beatrice | Beatrice | Elena    | Elena    | Elena   |
| 3      | Noemi      | Martina    | Beatrice   | Giorgia    | Giada      | Martina    | Elena      | Martina  | Michela  | Martina  | Martina  | Beatrice | Beatrice |         |
| 4      | Amy        | Mary       | Elena      | Beatrice   | Giulia     | Beatrice   | Giorgia    | Giorgia  | Elena    | Elena    | Michela  | Martina  |          |         |
| 5      | Elena      | Beatrice   | Giulia     | Claudia C. | Giorgia    | Michela    | Giulia     | Michela  | Beatrice | Giorgia  | Giorgia  |          |          |         |
| 6      | Beatrice   | Claudia C. | Diletta    | Michela    | Diletta    | Claudia M. | Beatrice   | Giada    | Martina  | Giada    |          |          |          |         |
| 7      | Martina    | Diletta    | Martina    | Martina    | Michela    | Giada      | Amy        | Elena    | Amy      |          |          |          |          |         |
| 8      | Claudia M. | Elena      | Amy        | Elena      | Beatrice   | Elena      | Martina    | Giulia   |          |          |          |          |          |         |
| 9      | Diletta    | Michela    | Claudia M. | Giada      | Martina    | Giulia     | Claudia M. |          |          |          |          |          |          |         |
| 10     | Michela    | Giada      | Michela    | Claudia M. | Amy        | Diletta    |            |          |          |          |          |          |          |         |
| 11     | Claudia B. | Giulia     | Giorgia    | Diletta    | Claudia C. |            |            |          |          |          |          |          |          |         |
| 12     | Mary       | Giorgia    | Claudia C. | Noemi      |            |            |            |          |          |          |          |          |          |         |
| 13     | Claudia C. | Noemi      | Mary       |            |            |            |            |          |          |          |          |          |          |         |
| 14     | Giada      | Claudia B. |            |            |            |            |            |          |          |          |          |          |          |         |

     Thí sinh bị loại
     Thí sinh chiến thắng cuộc thi

### Các thử thách
Trình diễn thời trang
- Tập 3: Trong trang phục của Love Moschino
- Tập 5: Trong đồ lót của Chantal Thomass
- Tập 8: Đi trên nước
- Tập 10: Trong trang phục kỳ lạ và phức tạp của Frankie Morello
- Tập 13: Trong trang phục của Byblos ở Verona

Buổi chụp hình & Quảng cáo
- Tập 1: Ảnh chân dung vẻ đẹp (casting)
- Tập 2: Áo tắm ở Biển Ligure
- Tập 4: Khỏa thân phần trên theo nhóm cho Indian Rose Jeans
- Tập 6: Ảnh chân dung vẻ đẹp khi không chỉnh sửa và đã chỉnh sửa
- Tập 7: Đầm dạ hội ở nghĩa trang
- Tập 9: Cô gái quyến rũ cho quảng cáo "Ngày của Mẹ"
- Tập 11: Con công treo lơ lửng ở Galleria Vittorio Emanuele II
- Tập 12: Thập niên 1980 trên du thuyền ở Capri
- Tập 13: Ảnh bìa tạp chí Marie Claire

### Diện mạo mới
| Thí sinh   | Lần 1                                          | Lần 2                                   |
| ---------- | ---------------------------------------------- | --------------------------------------- |
| Amy        | Nối tóc dài                                    | Gỡ tóc nối, cắt ngắn tới cổ và xoăn lại |
| Beatrice   | Nhuộm đỏ                                       | Nhuộm màu đỏ sáng hơn và xoăn lại       |
| Claudia C. | Cắt mái không đồng đều                         |                                         |
| Claudia M. | Tóc thẳng                                      |                                         |
| Diletta    | Tóc kiểu của "Charlie's Angels" năm 1970       |                                         |
| Elena      | Nhuộm vàng hơn                                 | Nhuộm vàng hơn nữa và cắt đều           |
| Giada      | Cắt đều và thêm highlight màu vàng dâu         | Cắt ngắn tới vai và thêm mái ngố        |
| Giorgia    | Cắt đều và thêm highlight màu nâu sôcôla       | Làm thẳng, cắt tầng và thêm mái ngố     |
| Giulia     | Cắt đều, nhuộm màu vàng mật ong cùng highlight |                                         |
| Martina    | Tóc bob ngắn                                   | Tóc tém nam tính cùng highlight         |
| Mary       | Tóc bob dài                                    |                                         |
| Michela    | Tóc tém ngắn và nhuộm vàng                     | Tóc tém ngắn hơn và nhuộm vàng hơn      |
| Noemi      | Cắt đều và highlight vàng sáng hơn             |                                         |